# Абу Усама аль-Магриби
Абу Усама аль-Магриби (араб. أبو أسامة المغربي‎), настоящее имя Абдельазиз аль-Махдали (араб. عبد العزيز المحدالي‎) — боевик Исламского государства Ирака и Леванта, амир Алеппо.

## Биография
Родился в 1986 году во Фнидке. Сначала просто помогал своему отцу в семейном магазинчике, а потом и сам стал торговцем. Не окончил среднее образование из-за материального положения, заставившего его работать. В свободное время он предпочитал изучать шариатские науки из книг, а также посещая лекции алимов и факихов.
Его активность в даваате привела к обрастанию знакомствами со множеством членов групп Джамаат аль-Адль валь-Ихсан, Харакат ат-Таухид валь-Ислях и Джамаат Таблиг и им подобных, с которыми он сдружился, вступил в 2011 году в Движение 20 февраля.
19 апреля 2012 году он с группой марокканцев уехал в Сирию, где стремительно начал расти, пока не дослужился до руководства в группе Джабхат ан-Нусра, где ему доверили командование катибой (батальоном), прежде чем он достиг уровня амира, имея огромное влияние на бившихся с ним плечом к плечу молодых марокканцев, многие из которых ехали в Сирию напрямую сражаться в его катибе.
Первой причиной, побудившей его пересмотреть свои позиции, стала смерть одного марокканца Мухаммада аль-Яссини, который тоже был торговцем на рынке Фнидка и приехал с ним в Сирию. Тот погиб сражаясь в рядах Джабхат ан-Нусра, что заставило аль-Магриби покинуть группу и дать байат Исламскому государству Ирака и Леванта, в глазах которого это стало ещё одной победой ислама.
Там он стал правой рукой Абу Умара аш-Шишани и провёл вместе с ним множество операций в Алеппо и его окрестностях против Джабхат ан-Нусра, из которых выделяются осада аэродрома Менаг в 2013 году, которой также командовал Абу Джандаля аль-Масри. ИГИЛ удерживало эту базу следующие три года. Ему доверили худуды, которые он собственноручно безжалостно и исполнял, в том числе и казни членов групп сирийской оппозиции.
16 марта 2014 года он был убит, направляясь в эль-Баб, где собирался атаковать отряды Джабхат ан-Нусра, подвергнувшись атаке из совместной засады боевиками Джабхат ан-Нусра, Харакат Ахрар аш-Шам и Джейш аль-Муджахидин.